# Silberner Wollaffe

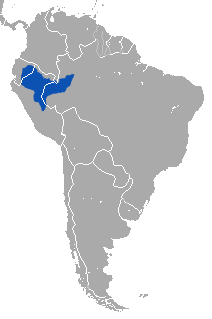
Verbreitungsgebiet

Der Silberne Wollaffe (Lagothrix lagotricha poeppigii) ist eine in Südamerika lebende Unterart des Wollaffen (Lagothrix lagotricha). Seinen Artnamen hat er nach dem Zoologen und Amerikaforscher Eduard Friedrich Poeppig. Er hatte zeitweise den Rang einer eigenständigen Art, wird heute aber wieder als Unterart des (gewöhnlichen) Wollaffen angesehen, nachdem sich durch einen Vergleich der mitochondrialen DNA gezeigt hatte, dass die verschiedenen Unterarten des Wollaffen immer wieder miteinander hybridisierten.

## Merkmale
Die Kopfrumpflänge der Männchen beträgt 46 bis 65 Zentimeter, die der Weibchen 46 bis 58 cm. Der Schwanz ist länger als der Körper und wird bei den Männchen 62 bis 80 Zentimeter und bei den Weibchen 53 bis 72 cm lang. Während Männchen durchschnittlich 7 Kilogramm erreichen (dominante bis zu 10 kg), sind die Weibchen mit 5 bis 7 Kilogramm meist leichter. Die Eckzähne der Männchen sind länger und ihre Kaumuskeln sind kräftiger. Die Klitoris der Weibchen ist genau so lang oder länger als der Penis der Männchen aber die Hoden sind für gewöhnlich deutlich zu sehen. Der Schwanz ist als Greifschwanz ausgebildet. Das Fell ist wie bei allen Wollaffen sehr dicht, seine Färbung variiert von rotbraun, alle Braunschattierungen bis zu fast schwarz und hat oft einen silbergrauen Schimmer. Eine seltene Morphe ist hell graugelb mit einem dunklen Kopf und dunklen Gliedmaßen. Den silbigen Schimmer ist bei der Population am westlichen Rand des Verbreitungsgebietes am deutlichsten ausgeprägt. Der Kopf, die Hände, die Füße und der Bauch sind schwarz, die Brust ist insbesondere bei Männchen rötlich gefärbt.

## Verbreitung und Lebensraum
Diese Primaten leben im äußersten Westen Brasiliens, im östlichen Ecuador und im Norden Perus. Ihr Lebensraum wird im Westen von der Cordillera Oriental, im Norden von Rio Napo und Amazonas und im Süden vom Rio Juruá umschlossen. Sie kommen in tropischen Regenwälder bis in 1600 Meter Seehöhe vor und benötigen ungestörte Primärwälder.

## Lebensweise
Silberne Wollaffen sind tagaktive Baumbewohner, die sich meist in der oberen Kronenschicht aufhalten. Sie sind geschickte, aber eher langsame Kletterer, die sich sowohl vierbeinig als auch schwinghangelnd fortbewegen. Auch der Greifschwanz wird zur Fortbewegung eingesetzt. Sie leben in Gruppen von 10 bis 45 Tieren, die sich aus mehreren Männchen und Weibchen zusammensetzen. Bei der Nahrungssuche teilen sie sich manchmal in kleinere Untergruppen auf. Die Streifgebiete der Gruppen umfassen mehr als hundert Hektar. Die Reviere verschiedener Gruppen überlappen sich, Tieren aus anderen Gruppen begegnen sie meist nicht feindselig.
Die Nahrung dieser Tiere besteht vorwiegend aus Früchten, daneben nehmen sie auch Blätter, Samen und andere Pflanzenteile, manchmal auch Insekten und kleine Wirbeltiere.
Nach einer rund 225-tägigen Tragzeit bringt das Weibchen meist ein einzelnes Jungtier zur Welt. Dieses wird nach einem Jahr entwöhnt und mit vier bis sechs Jahren geschlechtsreif.

## Gefährdung
Hauptbedrohung des Silbernen Wollaffen sind zum einen die Bejagung wegen ihres Fleisches und zum anderen die Zerstörung ihres Lebensraums. Sie kommen fast nur in unberührten Wäldern vor und verlassen diese nach Störungen durch den Menschen. Die Art wird von der IUCN als gefährdet (vulnerable) gelistet. In Ecuador wird er u. a. in den Nationalparks Sangay und Yasuní geschützt.

## Belege
1. 1 2 3  
Shanee, S., Stevenson, P.R., de la Torre, S., Moscoso, P., Ravetta, A.L. & Muniz, C.C. 2021. Lagothrix lagothricha ssp. poeppigii (amended version of 2020 assessment). The IUCN Red List of Threatened Species 2021: e.T39927A192308336. doi: 10.2305/IUCN.UK.2021-1.RLTS.T39927A192308336.en. Abgerufen am 26. Juli 2022.
2. ↑  Beolens, Watkins & Grayson: The Eponym Dictionary of Mammals. JHU Press, 2009, S. 324–325 (Poeppig ).
3. ↑  
Manuel Ruiz-García, Myreya Pinedo-Castro, Joseph Mark Shostell: How many genera and species of woolly monkeys (Atelidae, Platyrrhine, Primates) are there? The first molecular analysis of Lagothrix flavicauda, an endemic Peruvian primate species. Molecular Phylogenetics and Evolution, Okt. 2014; 79:179-98. doi: 10.1016/j.ympev.2014.05.034
4. 1 2 3  Anthony B. Rylands, Russell A. Mittermeier, Fanny M. Cornejo, Thomas R. Defler, Kenneth E. Glander, William R. Konstant, Liliam P. Pinto & Maurício Talebi: Family Atelidae (Howlers, Spider and Woolly Monkeys and Muriquis), Seite 546–547 in Russell A. Mittermeier, Anthony B. Rylands & Don E. Wilson: Handbook of the Mammals of the World: Primates: 3. ISBN 978-84-96553-89-7